# Куин, Джесси
Джесси Куин (англ. Jesse Joseph Quin) — бас-гитарист британской рок-группы Keane. Самый младший участник Keane. Он последним из музыкантов вошёл в состав группы.

## Биография
Джесси Куин родился 3 сентября 1981 года в Бедфорде, Англия. Его мать, Черити Куин — фолк-певица, а отец — звукорежиссёр. Он вырос в Саффолке, а затем переехал в Лондон, где женился.

## Keane
Джесси Куин был приглашен в Keane в 2007 году, для работы над их третьим альбомом Perfect Symmetry, в котором они хотели несколько изменить стиль звучания, добавив в него партии на электрогитаре. Помимо этого, Куин исполнял партии на бас-гитаре и бэк-вокал.
В 2008—2009 годах он вместе с группой участвует в мировом турне в поддержку альбома, позже участвует в записи Night Train EP. 3 февраля 2011 на официальном сайте Keane было объявлено о том, что Джесси Куин официально стал участником группы.